# Guatemalský quetzal
Guatemalský quetzal je národním platidlem středoamerické Guatemaly. Jeho ISO 4217 kód je GTQ. Jedna setina quetzalu se nazývá centavo. Do oběhu se měna dostala v roce 1925, kdy nahradila do té doby používané guatemalské peso. Svůj název přebrala guatemalská měna po národním ptáku quetzalovi (Pharomachrus mocinno). Mayská civilizace používala jeho peří jako platidlo. 

## Mince a bankovky
Mince guatemalské měny mají hodnoty 1, 5, 10, 25 a 50 centavos, a dále 1 quetzal. Bankovky v oběhu mají hodnoty 1, 5, 10, 20, 50, 100, 200 quetzalů.